# آلتا ویستا (کانزاس)
آلتا ویستا (به انگلیسی: Alta Vista) شهری در ایالت کانزاس کشور ایالات متحده آمریکا است که جمعیت آن در سرشماری سال ۲۰۱۰ میلادی، ۴۴۴ نفر بوده‌است.